# Майдан-Каштеляньски
Майдан-Каштеляньски (пол. Majdan Kasztelański) — деревня в Билгорайском повете Люблинского воеводства Польши. Входит в состав гмины Юзефув. По данным переписи 2011 года, в деревне проживал 171 человек.

## География
Деревня расположена на юго-востоке Польши, на границе Расточья и Сандомирской низменности, на берегах реки Шум, на расстоянии приблизительно 21 километра к востоку от города Билгорай, административного центра повета. Абсолютная высота — 247 метров над уровнем моря. К востоку от населённого пункта проходит региональная автодорога 849.

## История
В 1827 году в Майдан-Каштеляньски имелось 24 дома и проживало 144 человека. В период с 1975 по 1998 годы деревня входила в состав Замойского воеводства.